# Окуловски рејон
Окуловски рејон (рус. Окуловский район) административно-територијална је јединица другог нивоа и општински рејон у централном делу Новгородске области, на северозападу европског дела Руске Федерације.
Административни центар рејона је град Окуловка. Према проценама националне статистичке службе Русије за 2014, на територији рејона је живело 23.682 становника или у просеку око 10,24 ст/км².

## Географија
Окуловски рејон смештен је у централним деловима Новгородске области. Обухвата територију површине од 2.520,81 км² и на 12. је месту по величини територје међу рејонима у области (од укупно 21 рејона). Граничи се са Љубитинским рејоном на североистоку и Боровичким рејоном на истоку. На северу је Маловишерски, а на западу и југозападу су Крестечки и Валдајски рејон. На југу граничи са Бологовским рејоном Тверске области.
Окуловски рејон налази се на подручју Валдајског побрђа, у басену реке Мсте која директно не протиче преко рејонске територије. Најважнији водоток је река Холова (126 км), лева притока Мсте. У јужним и централним деловима рејона налазе се бројна мања језера (укупно око 80 језера).
Под шумама је око 900 км², и то четинарске (смрча и бор) у централним деловима, и мешовите у остатку рејона. Значајан део територије је под мочварама.
Један мањи део рејонске територије на југоистоку налази се у границама Валдајског националног парка.

## Историја
Окуловски рејон успостављен је у августу 1927. као административна јединица Боровичкиг округа тадашње Лењинградске области. У границама Новгородске области је од њеног оснивања 1944. године. Краткотрајно је био расформиран од фебруара 1963. до јануара 1965, и у том периоду је његова територија била уређена као другостепена сеоска општина.

## Демографија и административна подела
Према подацима пописа становништва из 2010. на територији рејона је живело укупно 25.808 становника, док је према процени из 2014. ту живело 23.682 становника, или у просеку 10,24 ст/км². Око половина популације је живело у административном центру рејона.
| 1959. | 1970. | 1979. | 1989.  | 2002.  | 2010.  | 2014.   |
| ----- | ----- | ----- | ------ | ------ | ------ | ------- |
| ---   | ---   | ---   | 36.852 | 31.153 | 25.808 | 23.682* |

Напомена: * Према процени националне статистичке службе.
На подручју рејона постоје укупно 203 насељена места подељена на укупно 7 другостепених општина (4 сеоске и 3 градске). Административни центар рејона је град Окуловка, док насеља Кулотино и Угловка имају статус урбаних варошица.

## Саобраћај
Преко територије рејона прелази деоница железничке пруге на линији Москва—Санкт Петербург, укупне дужине од 110 км, те локални железнички правци Окуловка—Неболчи и Угловка—Боровичи.

## Занимљивости
На територији рејона, у селу Јазиково-Рожденственскоје родио се најпознатији руски етнограф, антрополог и путописац Николај Миклухо-Маклај који је дао значајан допринос проучавајући народе Југоисточне Азије, Аустралије и Океаније. Рођен је 1846. године.